# 1379 Lomonosowa
1379 Lomonosowa eller 1936 FC är en asteroid i huvudbältet, som upptäcktes 19 mars 1936 av den ryske astronomen Grigorij N. Neujmin vid Simeiz-observatoriet på Krim. Den har fått sitt namn efter den ryske vetenskapsmannen Michail Lomonosov.
Asteroiden har en diameter på ungefär 18 kilometer.